# Кросно
Кросно (устар. «Коросно», пол. Krosno, укр. Коросно) — город в Польше, входит в Подкарпатское воеводство, центр Кросненского повята. 
Город, на реке Вислоке, занимает площадь 43,48 км². Население — 48 060 человек (на 2004 год).

## История
Древнерусский город Коросно являлся самым западным населённым пунктом Перемышльской земли в составе Галицко-Волынского княжества, а также самым западным городом Руси. Первое упоминание о нём содержится в документе 1282 года, подписанного краковским князем Лешко Чёрным в контексте подчинения католических приходов Русского королевства Любушскому епископству. Однако по данным археологических раскопок самые древние следы поселения Червонной Руси относятся к X—XI векам.
Как и вся Перемышльская земля, Коросно был завоёван Казимиром Великим до 1345 года и стал именоваться Кросно. Точно не установлено, когда Кросно получил статус города. Впервые Кросно он назван в документе короля Казимира III Великого, датированного 1367 годом. В начале XV века в городе начался рост коммерции. Кроме местной торговли, Кросно, в котором по понедельникам проводились ярмарки, стал одним из торговых узлов Галиции, основные торговые пути из которого вели в Червонную Русь, Венгрию и страны Южной Европы, что вело к росту благосостояния его жителей. В XVI веке город был одним из самых густонаселённых в Малой Польше, и обладал привилегией «Отказ толерантности к евреям» (de non tolerandis Judaeis), когда евреи из Рыманова и Дукли стали приезжать на ярмарки, магистрат города издал в 1700 году постановление, что вольно ограбить и убить каждого рымановского еврея, и до 1860 года упомянутая привилегия оставалась в силе.
С середины XVII века из-за стихийных бедствий и польских войн поселение начало терять своё значение. В результате разделов Польши город оказался под австрийским владычеством, что привело к периоду обнищания. Только после образования галицкой автономии в 1867 году город вновь начал развиваться, чему способствовала богатая нефтью местность, на юго-запале от города, центр которой — деревня Боберка, и рост нефтяной промышленности. В результате нового административного деления в 1867 году был образован Кросненский повят, центром которого стал Кросно.
На конец XIX столетия, уездный город (уезд Кросно) в Западной Галиции в котором проживало 3 214 жителей на 1890 год. В 1900 году уже проживало 4 410 жителей, из коих 961 еврей, и городе господствовал сильный антисемитизм.
Во время первой мировой войны Кросно серьёзно пострадал. После войны в составе Западно-Украинской Народной Республики. С 23 декабря 1920 года до 4 декабря 1939 года город находился в Львовском воеводстве Польской Республики. В это время он превратился в важный промышленный центр.
Во время Второй мировой войны, после завершения боевых действий в сентябре 1939 года и немецкой оккупации Польши заводы в Кросно были переориентированы на выпуск военной продукции для немцев, особенно важное значение для них имели пороховой завод и сталелитейный завод (который производил стальные отливки для орудий и бронеплиты для танков).

## Культура
В начале XVI века в городе были созданы Кросненские анналы, созданные членом городского совета на латыни.

## Экономика
В Кросно зарегистрировано около 5500 компаний, работающих в различных отраслях. Город является процветающим промышленным центром, известным в Польше производством стекла. Традиция стекольной промышленности восходит к 1923 году, когда началось строительство первого стекольного завода в Кросно. Во время Великой Отечественной войны металлургический завод был разграблен и сожжен, но его реконструкция была быстро завершена. Сегодня стекольный завод работает как Krosno Glass, созданный после того, как в 2016 году он был передан Глобальному инвестиционному фонду Coast2Coast Capital. На заводе работает около 2200 человек, что является крупнейшим работодателем в регионе.
Давние традиции производства стекла и влияние стекольной промышленности на местную экономику сделали Кросно известным как «Город стекла».

## Известные жители и уроженцы
- Павел из Кросно (ок. 1470—1474 — 1517) — западнорусский поэт и мыслитель эпохи Возрождения.
- Пельчар, Иосиф Себастьян (1842—1924) — католический святой, епископ.
- Бещад, Северин (1852—1923) — польский художник.
- Ежи Дембский (1668—1733) — польский иезуит, духовный писатель

## Города-побратимы[7]
- Эдевехт
- Фьелль
- Гуальдо-Тадино
- Кошице
- Марль
- Шарошпатак
- Шаторальяуйхей
- Залаэгерсег
- Ужгород
- Угерске-Градиште

## Фотографии

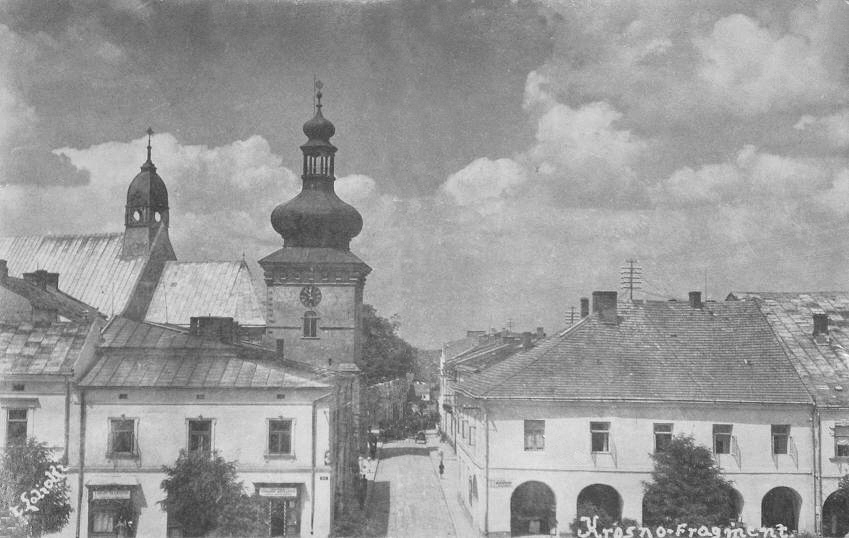
Рынок
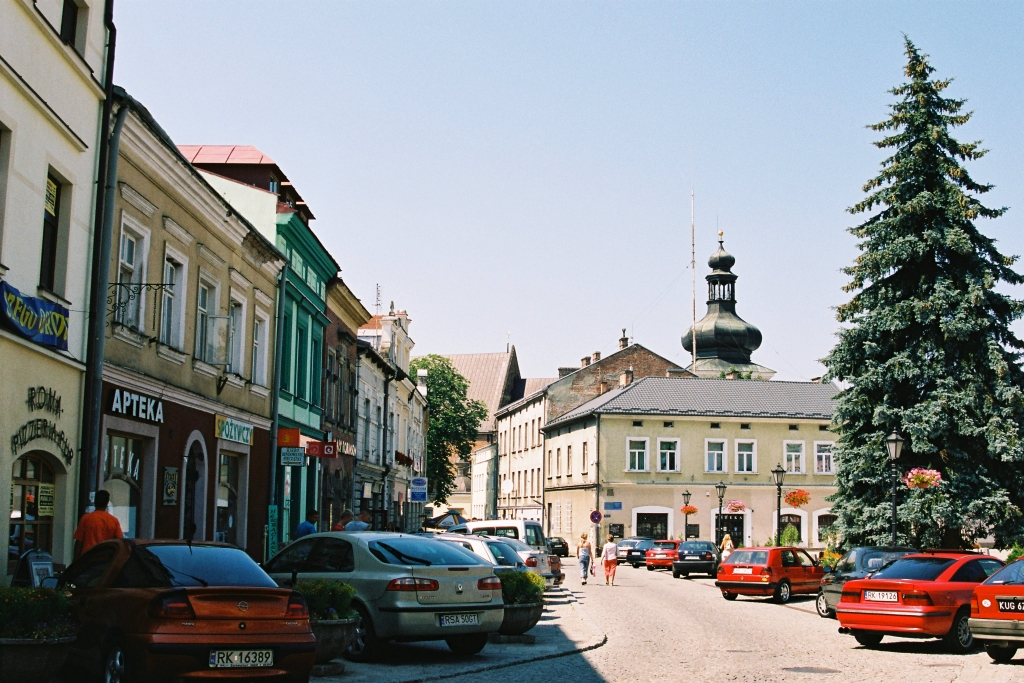
Рынок
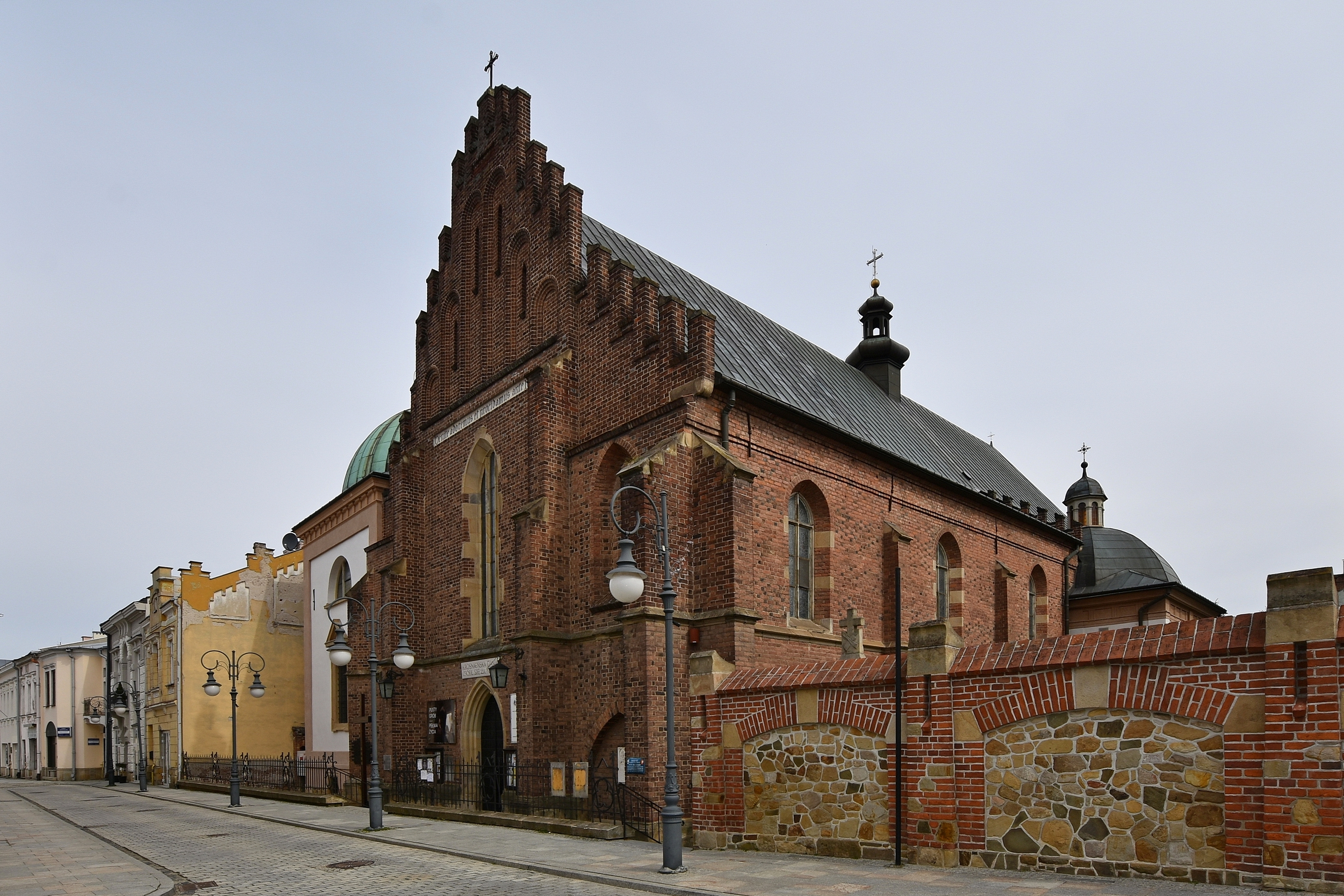
Костёл
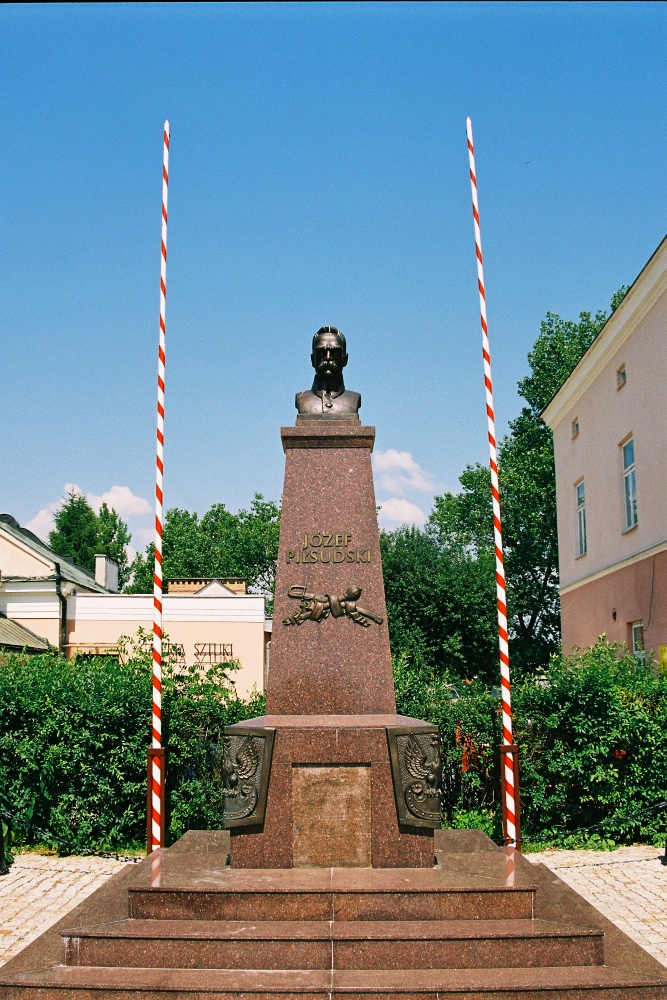
Памятник
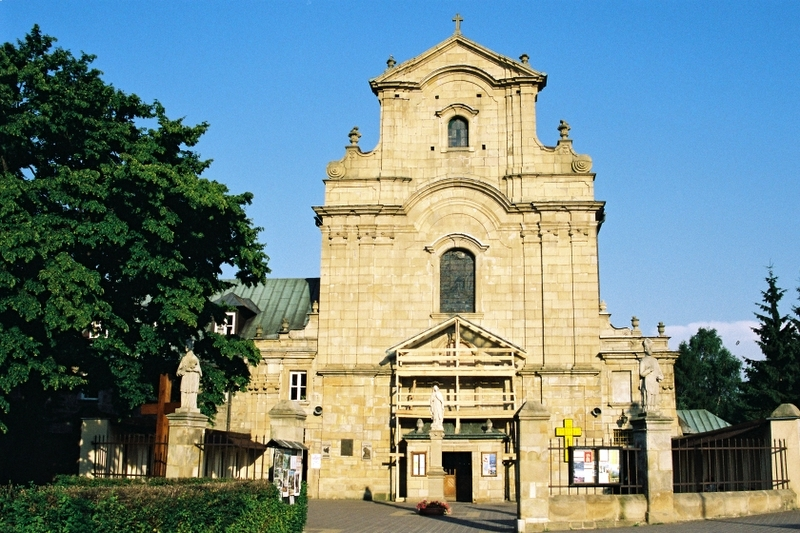
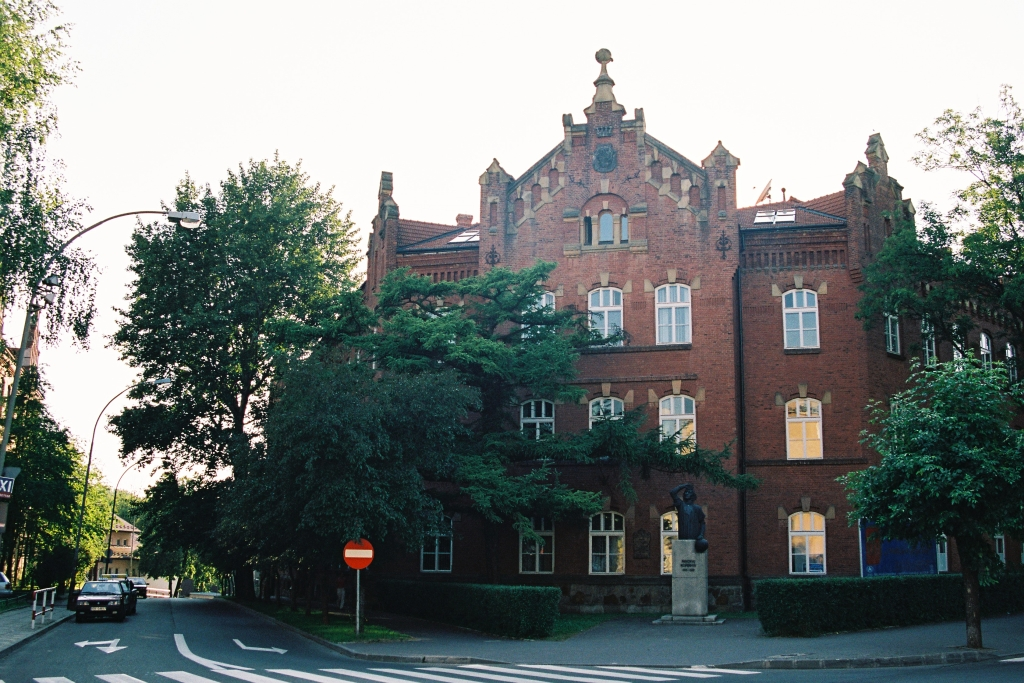